# Snakebelt

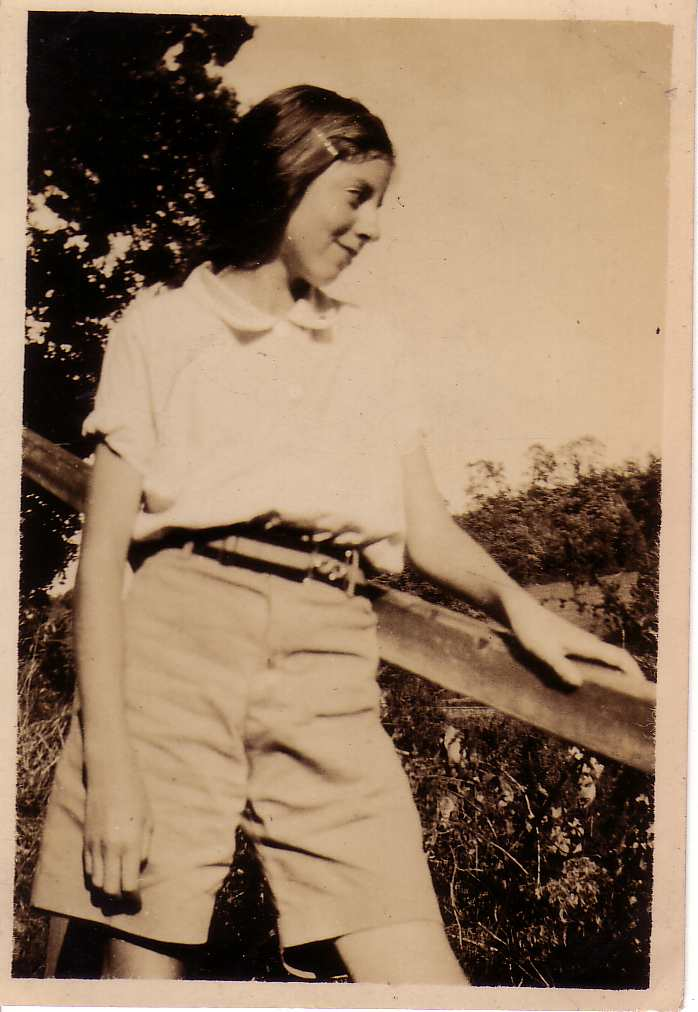
snakebelt

El Snakebelt, literalmente cinturón de serpiente, fue un artículo muy común en los uniformes de los colegios británicos durante el siglo XX. Consiste en un cinturón elástico con una hebilla metálica en forma de "S" representada por una serpiente, este hecho le dio su popular nombre.
Un pasador también en metal permitía el ajuste del cinturón de una manera más precisa que lo haría el clásico cinturón con hebilla y agujeros, permitiendo esto adaptarlo al crecimiento del niño. La tendencia fue usarlo también en otras ocasiones como parte de la vestimenta de un chico, aparte de su uso escolar.

## Origen deportivo
Su origen es el uso deportivo, el documento fotográfico más antiguo que se conserva es de 1863, donde dos hermanos de Glasgow los llevan para practicar deporte sobre una especie de túnica. Muchos de los artículos considerados como tradicionales de colegios ingleses, tuvieron en origen un uso deportivo, a finales del siglo XIX o principios del siglo XX, y el Snakebelt no es una excepción.
En 1888 el famoso jugador de cricket W.G Grace declaró que era más práctico el uso del Snakebelt que los clásicos tirantes, pues proporcionaba más movilidad. Los Snakebelt fueron a menudo aconsejados como cinturones de cricket y de tenis, como se muestra en un catálogo de 1907 ,ORDINARY CRICKET AND LAWN TENNIS BELTS / Silk, striped colours fitted with snake buckles, each 2/6 / plain ... 2/0.
Como muestra el anuncio del catálogo (al precio de 10 peniques) estaban disponibles en un solo color o con tres rayas, las dos exteriores del mismo color haciendo contraste con la del centro, los diferentes colores hacían referencia a los distintos clubs deportivos, clubs de Cricket por ejemplo. De ahí viene el uso que los escolares hicieron cuando jugaban partidos de cricket en el colegio y de ahí pasó a ser parte del uniforme.

## Uso en uniformes
La disponibilidad en un amplio rango de colores los hacían fácil de conjuntar con chaquetas, corbatas, capas, insignias,y otros elementos del uniforme escolar.
El escritor Eric Newby visitó los almacenes Harrods entre 1920 y 1930 para comprar artículos de uniforme escolar y encontró unas pequeñas toallas sujetas con un cinturón a rayas con una hebilla de serpiente.
Podían ser obligatorios, pero a menudo llevarlo en las escuelas era algo opcional y muchos chicos lo llevaban voluntariamente. Los había de dos rayas en azul oscuro y una raya central de un azul más claro, los había también con dos rayas rojas y una negra central,o amarilla, dos marrones y una gris, etcétera. Fuera del colegio los niños a menudo seguían utilizándolos, normalmente el mismo de su colegio o utilizaban otros con los colores del equipo de fútbol local.

## Evolución del diseño
Al principio se fabricaban bastante anchos- 1,75 pulgadas (44 mm) -, y a veces incluso incorporaban dos hebilla de serpiente una encima de otra. Este ancho realmente no se adaptaba a los chicos, especialmente a los más pequeños.Tampoco tenían la elasticidad suficiente, estaban hechos en seda,y tendían a quedarse flojos.
A mediados de los años 1920 el ancho se redujo a 1,25 pulgadas (32 mm) y se introdujeron fibras artificiales lo que le dio una gran ligereza, elasticidad y durabilidad y el resultado fue un mejor cinturón, muy duradero y de una apariencia mucho más pulcra.
La última versión fue muy confortable de llevar, el elástico se adaptaba lo necesario a los movimientos del niño mientras jugaba, esta es la verdadera razón de su introducción en juegos como el cricket y el tenis. A veces el pasador dabas vueltas y era incómodo, un vistazo era suficiente para darse cuenta. Anthony Buckeridge lo relata en una de sus Jennings stories.

Yes, I see what it is," she said. "A clear case of twisted-belt-buckle-itis." '"Wow! That sounds bad," Jennings exclaimed. "Shall I have to see the doctor, Matron?" '"Oh, no, it's not serious." She straightened out the twisted belt and slackened the adjustable buckle [that is, the metal slide] at the back, which had ridden up over the waistband of his shorts'
According to Jennings, London and Glasgow, 1954, 247

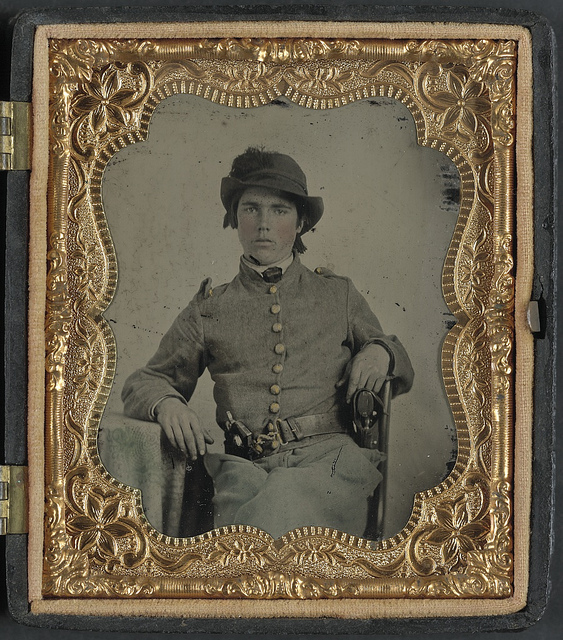
Soldado confederado con el cinturón

En parte por su comodidad y en parte por sus atractivos colores fueron muy populares entre los chicos, se usaban con pantalón corto o largo y sustituyeron a los tirantes, por ejemplo, en la austeridad de la postguerra de la Segunda Guerra Mundial, Ray Watkins se lamentaba de no tener uno por los continuos racionamientos, pero ocasionalmente se hizo con uno, cambiándolo por una camisa gris de colegio. Las chicas envidiaban a los chicos por poseer este artículo distintivo como Dora saint (writing as 'Miss Read') recuerda.
Las hebillas en forma de "S" o serpiente fueron populares en el siglo XVI, apareciendo por primera vez en retratos militares en 1575. Cayo en desuso en el siglo XVII. A finales del siglo XVIII volvió a utilizarse en uniformes militares. La hebilla con forma de serpiente fue utilizada por el ejército confederado en la guerra civil. Eran importadas de Inglaterra, al no tener aun los Estados Unidos una industria manufacturera de este tipo. Las industrias que proveían a los confederados fueron S. Isaac, Campbell & Company and Fraser Trenholm & Company, generalmente adecuándose a la regulación de la Armada británica en relación con el Rifle Enfield.
En ningún símbolo ni ritual masónico aparece la serpiente, pero se utilizaron las hebillas para adornar delantales de gala en los rituales, con cinturones con hebilla en forma de serpiente. Para ellos representa la sabiduría, lo eterno, el universo y la regeneración o renacimiento del mundo. Algunos antimasones, vieron una dualidad entre la serpiente y el mal. Pero su uso es posterior. Y ellos mismos afirman que lo copiaron de los utilizados para uniformes escolares en Inglaterra.
La hebilla en forma de serpiente fue utilizada también por la policía metropolitana de Londres 1960, y muchos uniformes militares de la Commonwealth. Normalmente anchos cinturones de cuero con una pequeña hebilla.

## Disponibilidad
En sus años de auge, entre 1930 y 1988, era fácil encontrarlos en muchas tiendas y almacenes, incluso en mercados callejeros. También en países como España, EE. UU., Francia, Italia fueron muy populares, siendo más económicos que los cinturones de cuero.
Aunque menos que aquellos días, siguen utilizándose, sobre todo en 30 mm, a veces se encuentran incluso más delgados , de 1 pulgada (2,5 mm). Es una prenda nostálgica y su uso sigue estando indicado especialmente para niños, por la ligereza y comodidad de la cinta elástica y el fácil mecanismo de enganche de la hebilla en forma de "S". Aunque también son apreciados por adultos. Algunos pantalones de niños pequeños llevan una falsa versión consistente en solo los dos finales cosidos a los lados de los pantalones y sujetos con una hebilla de serpiente. Los pantalones ya tienen el elástico en sí mismo y se sujetan solos, por lo que la función de la hebilla de serpiente es meramente decorativa más que funcional.